# Al-81
L'Al-81 est une courte autoroute urbaine dans les Asturies, en Espagne, qui pénètre dans Avilés par l'est depuis l'A-8.
D'une longueur de 5 kilomètres, elle relie l'A-8 à l'est de l'agglomération à l'Avenue de Gijón dans le centre-ville.

## Tracé
- Elle se déconnecte de l'A-8 tout près de El Radal et bifurque avec l'Avenue de Gijón où elle se termine.

## Sorties
| Sorties | Villes                                         |       |
| ------- | ---------------------------------------------- | ----- |
|         | Gijón - Oviedo - Santander La Corogne - Ferrol | A-8   |
| 01      | San Pelayo                                     | AS-19 |
| 02      | Avilés-Avenida de Gijon                        |       |
|         | Avilés Sud                                     | N-632 |

## Référence
- Nomenclature